# Dmitri Alexejewitsch Golizyn

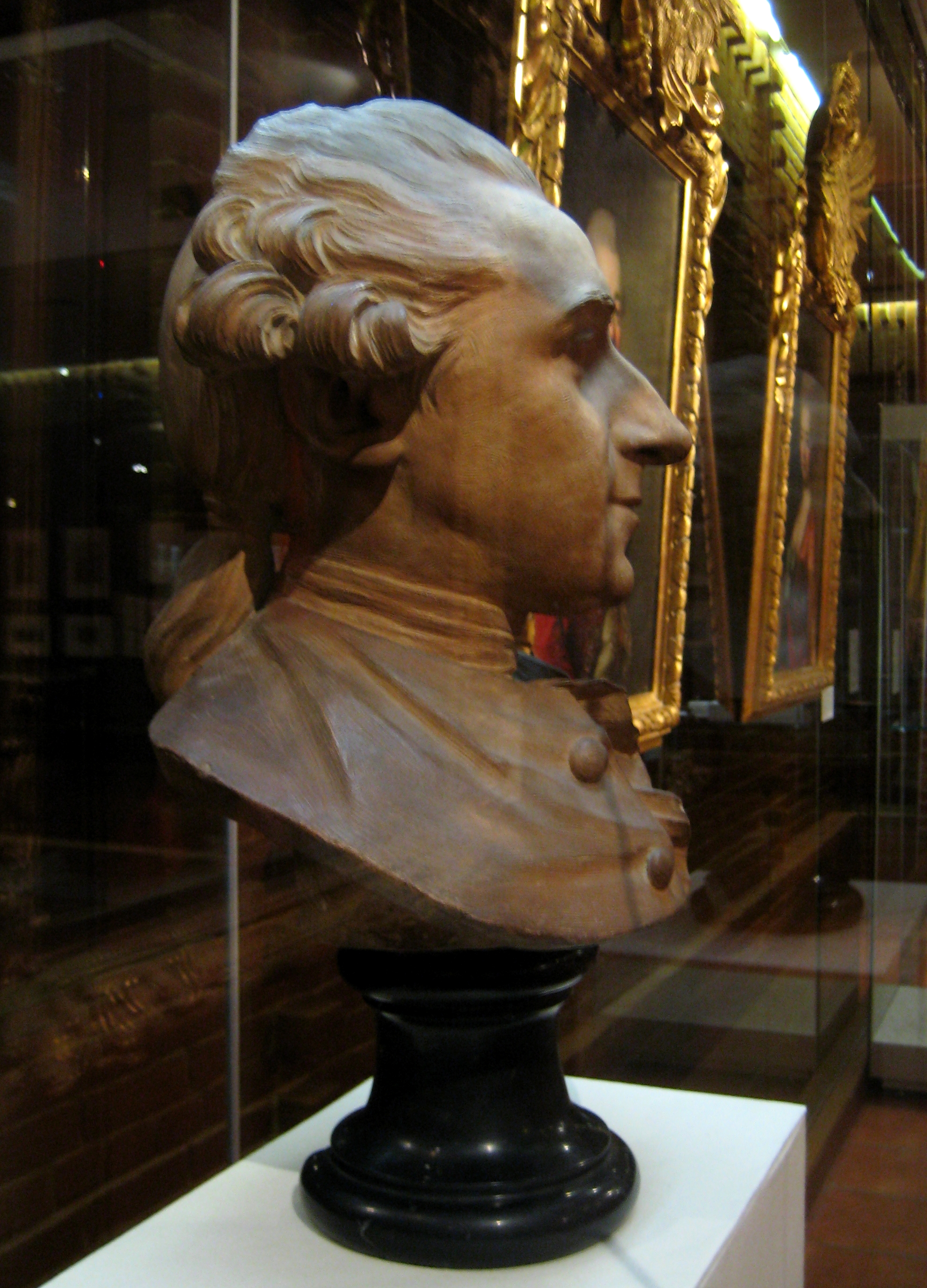
Dmitri Alexejewitsch Golizyn Büste von Marie-Anne Collot

Dmitri Alexejewitsch Golizyn, russisch Дмитрий Алексеевич Голицын, auch Galitzin, (* 15. Mai 1734 in Sankt Petersburg; † 17. März 1803 in Braunschweig) war ein russischer Diplomat aus dem Fürstenhaus Galitzin, Kunstagent der russischen Zarin Katharina II., Vulkanologe, Mineraloge und Schriftsteller.

## Leben
Golizyn war wahrscheinlich ab 1760 – die Quellen sind nicht eindeutig – bis 1768 an der russischen Botschaft in Paris, wo er ein Anhänger der französischen Aufklärung wurde. Er befreundete sich mit Denis Diderot. Seit 1764 hatte er ein Abonnement auf die Correspondance littéraire, philosophique et critique von Melchior Grimm. 1766 kaufte Fürst von Golizyn 2900 von Diderots Büchern für die Sammlung der russischen Zarin.  1768 kaufte er die Gemäldesammlung des Grafen Heinrich von Brühl für die Gemäldesammlung der Zarin (zum Großteil heute in der Ermitage St. Petersburg und im Puschkinmuseum Moskau), die Sammlung des Genfers François Tronchin (1770) und Louis Antoine Crozat (1772). 1771 beauftragte er Jean-Antoine Houdon, eine Büste von Diderot zu fertigen.
Ab 1769 wurde Golizyn Gesandter in Den Haag, 1770 trat er in der russischen Botschaft 22 Kneuterdijk ein. Denis Diderot wohnte auf seiner Russlandreise vom 15. Juni bis zum 20. August 1773 bei Fürst von Golizyn und seiner Ehefrau Amalie von Gallitzin. Auf den Rückweg kam er nochmals vorbei. Insgesamt lebte er acht Monate in Den Haag.

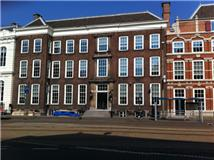
Kneuterdijk 22, heute Raad van State.

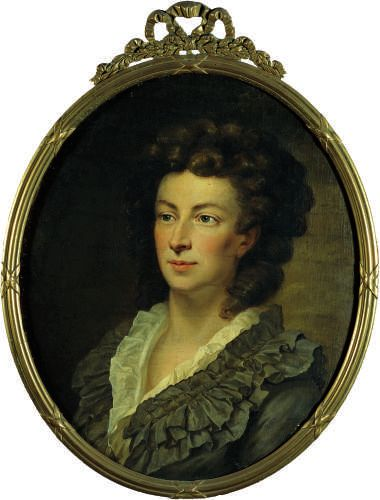
Amalie Fürstin von Gallitzin, seine Ehefrau

Seit 1768 war er in Aachen verheiratet mit Adelheid Amalie von Schmettau, die der Ehefrau von August Ferdinand von Preußen diente. Das Ehepaar reiste nach Dresden, Prag, Wien und Sankt Petersburg. Am 7. Dezember 1769 wurde ihre Tochter Marianne, genannt Mimi, in Berlin geboren. Ihr Sohn Demetrius Augustinus Gallitzin kam 1770 in Den Haag zur Welt. Etwa 1774 beschloss seine Ehefrau, die Kinder allein zu erziehen und zog aus. Zuerst lebte sie unweit Scheveningen und seit 1779 in Münster, beeinflusst von Franz von Fürstenberg.
1780 wurde die Bewaffnete Neutralität von Katharina eingestellt. 1781 wurde Kaiser Joseph II. einbezogen. Golizyn machte in Den Haag einige Fehler; so wusste er nicht, wann er sprechen oder schweigen sollte. Dezember 1782 musste er Den Haag verlassen und ging nach Turin. 1783 kehrte er zurück.
Golizyn hatte einen besseren Ruf als Wissenschaftler, er befasste sich mit der Mechanik, besaß einen großen elektrostatischen Generator und sammelte intensiv Mineralien. Er beschrieb 1787 als erster ein häufig vorkommendes Mineral aus der Gruppe der Granate, den Spessartin (nach einem Fund in der Nähe von Aschaffenburg). 1778 wurde er zum Mitglied der Académie impériale et royale de Bruxelles gewählt. Golizyn war seit 1796 Mitglied der Herzoglichen Societät für die gesammte Mineralogie zu Jena; 1799 wurde er ihr Präsident. Seit 1778 war er Ehrenmitglied der Russischen Akademie der Wissenschaften in Sankt Petersburg. 1793 wurde er als auswärtiges Mitglied in die Preußische Akademie der Wissenschaften aufgenommen. Seit 1795 war er Mitglied der Leopoldina, seit 1798 der Royal Society. Zuletzt lebte er in Braunschweig, wo auch Baron von Grimm sich aufhielt. Im Dezember 1802 verschenkte er seine Mineraliensammlung nach Jena, sie wog insgesamt 1850 kg. Golizyn forderte, dass man sie nach den Prinzipien von René Just Haüy ausstellte.

## Schriften
- De l’homme, de ses facultes intellectuelles et de son education. Den Haag 1772.
- Histoire de la guerre entre la Russie et la Turquie, et particulierement de la campagne de 1769. Amsterdam 1773.
- Lettre sur quelques objets d’Electricite. Den Haag 1778 (russisch Sankt Petersburg 1778).
- Defense de Buffon. Den Haag 1793.
- De l’esprit des economistes ou les economistes justifies d’avoir pose par leurs principes les bases de la revolution francaise. Braunschweig 1796.